# Franz Werfel
Franz Werfel (Praga, 10 de setembre de 1890 - Beverly Hills, 26 d'agost de 1945) va ser un escriptor austríac de Bohèmia. Va ser un dels portaveus de l'expressionisme. Durant les dècades dels anys 1920 i 1930 els seus llibres foren grans èxits. Va fundar la seva popularitat en les obres narratives i dramàtiques. L'escriptor mateix, però, considerà més important la seva poesia.

## Vida
Franz Werfel va néixer a Praga, que feia part de l'Imperi Austrohongarès aleshores. Pertanyé a una família jueva de parla alemanya. Conegué i va ser amic d'altres escriptors praguesos com Max Brod, Franz Kafka i Oskar Baum. Va treballar per a l'editorial Kurt-Wolff-Verlag a Berlín i esdevingué amic de Rainer Maria Rilke, Walter Hasenclever i Karl Kraus. Del 1915 al 1917 fou soldat de l'exèrcit austrohongarès en la Primera Guerra Mundial.
Després de la guerra va viure vint anys a Viena. Allà va fer coneixença amb Alma Mahler, amb qui es va casar el 1929. A la fi dels anys 1920 va fer un viatge a l'orient on trobà sobrevivents del Genocidi Armeni durant la Guerra Mundial. Aquesta experiència l'abocà a la novel·la Die vierzig Tage des Musa Dagh (Els quaranta dies del Musa Dagh), que és considerada una de les més importants de la seva obra literària. El llibre narra el destí de 5.000 armenis que havien fugit al mont Musa Dagh davant l'amenaça dels Joves Turcs.
El 1938 fugí dels nazis a França i després, ensems amb Heinrich Mann i Golo Mann, per Espanya i Portugal, als Estats Units d'Amèrica. Com a emigrant, passà la resta de la seva vida a Beverly Hills, Califòrnia (EUA).

## Distincions i premis
- 1926 Grillparzer-Preis
- 1927 Premi de la Txecoslovàquia
- 1930 Schiller-Preis
- 1937 Österreichisches Ehrenzeichen für Wissenschaft und Kunst
- 2006 Pòstumament esdevingué fill honorari d'Armènia

## Obra

### Novel·les
- 1924 Verdi. Novel·la de l'òpera.
- 1928 Der Abituriententag (Reunió de batxillers, traduït per Ramon Monton. Edicions de 1984, 2022).
- 1929 Barbara oder die Frömmigkeit
- 1931 Die Geschwister von Neapel
- 1933/47 Die vierzig Tage des Musa Dagh (Els quaranta dies del Musa Dagh, traduït per Ramon Monton. Edicions de 1984, 2015).
- 1937 Höret die Stimme
- 1939 Der veruntreute Himmel
- 1941 Das Lied von Bernadette
- 1946 Stern der Ungeborenen

### Relats curts
- 1920 Nicht der Mörder, der Ermordete ist schuldig
- 1927 Der Tod des Kleinbürgers
- 1927 Geheimnis eines Menschen
- 1931 Kleine Verhältnisse
- 1939 Weißenstein, der Weltverbesserer
- 1941 Eine blaßblaue Frauenschrift (Una lletra femenina de color blau pàl·lid, traduït per Ramon Monton. Edicions de 1984, 2019).
- 1943 Géza de Varsany

### Teatre
- 1911 Der Besuch aus dem Elysium
- 1912 Die Versuchung
- 1914 Die Troerinnen des Euripides
- 1919 Mittagsgöttin
- 1920 Spiegelmensch
- 1921 Bocksgesang
- 1922 Schweiger
- 1925 Juarez und Maximilian
- 1926 Paulus unter den Juden
- 1930 Das Reich Gottes in Böhmen
- 1936 Der Weg der Verheißung
- 1937 In einer Nacht
- 1944 Jacobowsky und der Oberst

### Poesia
- 1911 Der Weltfreund
- 1913 Wir sind
- 1915 Einander - Oden, Lieder, Gestalten
- 1917 Gesänge aus den drei Reichen
- 1919 Der Gerichtstag
- 1923 Beschwörungen
- 1928 Neue Gedichte

### Assaig
- 1940 Der jüdische Geist ist stark. Unser Weg geht weiter.